# Blut Aus Nord
Blut Aus Nord is een Franse metalband die eerst Vlad heette voordat zij in 1994 hun naam veranderden.
Blut Aus Nord speelde vroeger pure black metal, maar tegenwoordig is het meer een experimentele metalband met veel ambient en industrial metal invloeden.

## Bezetting

### Huidige bezetting
- Vindsval – Vocalist, gitarist
- W.D. Feld – Drummer, elektronica, keyboards
- GhÖst – Bassist

## Discografie
- 1995 Ultima Thulée
- 1996 Memoria Vetusta I – Fathers Of The Icy Age
- 2001 The Mystical Beast Of Rebellion
- 2003 The Work Which Transforms God
- 2004 split met Reverence "Decorporation..."
- 2005 Thematic Emanation Of Archetypal Multiplicity (EP)
- 2006 MoRT
- 2007 Odinist
- 2009 Memoria Vetusta II – Dialogue with the Stars
- 2010 What once was...Liber I (EP)
- 2011 777 – Sect(s)
- 2011 777 – The Desanctification
- 2012 What once was...Liber II (EP)
- 2012 777 – Cosmosophy
- 2014 Memoria Vetusta III – Saturnian Poetry